# 中国驻希腊大使列表
本列表为中華民國和中華人民共和國驻希腊历任大使名录。

## 历任中国驻希腊大使

### 中华民国驻希腊大使（1947年－1972年）
1929年9月30日，中华民国与希腊签订《中希通好条约》，建立公使级外交关系，但双方并未互派公使。1947年11月19日，中华民国开设驻希腊大使馆。1972年6月5日，中华民国与希腊断交后闭馆。
| 姓名   | 任命          | 到任           | 递交国书      | 免职          | 离任          | 外交衔级 | 外交职务     | 备注 | 备注 |
| ------ | ------------- | -------------- | ------------- | ------------- | ------------- | -------- | ------------ | ---- | ---- |
| 温源宁 | 1947年6月25日 | 1947年11月19日 | 1948年1月21日 | 1968年7月31日 |               | 大使     | 特命全权大使 |      |      |
| 杭立武 | 1968年7月30日 | 1968年9月25日  | 1968年10月4日 |               | 1972年7月16日 | 大使     | 特命全权大使 |      |      |

### 中华人民共和国驻希腊大使（1972年至今）
1972年6月5日，中华人民共和国与希腊建交，开始派遣驻希腊大使。
| 姓名   | 任命           | 任命           | 到任           | 递交国书       | 免职           | 免职           | 离任          | 外交衔级 | 外交职务     | 备注     |
| 姓名   | 全国人大常委会 | 主席           | 到任           | 递交国书       | 全国人大常委会 | 主席           | 离任          | 外交衔级 | 外交职务     | 备注     |
| ------ | -------------- | -------------- | -------------- | -------------- | -------------- | -------------- | ------------- | -------- | ------------ | -------- |
| 申志伟 | 不適用         | 不適用         | 1972年11月     |                | 不適用         | 不適用         | 1973年3月     | 参赞     | 临时代办     | 筹备开馆 |
| 周伯萍 | 不適用         | 不適用         | 1973年3月15日  | 1973年3月28日  | 1976年12月2日  | 不適用         | 1975年6月9日  | 大使     | 特命全权大使 |          |
| 何扬   | 1976年12月2日  | 不適用         | 1975年9月1日   | 1975年9月23日  | 1980年8月26日  | 不適用         | 1980年6月     | 大使     | 特命全权大使 |          |
| 杨公素 | 1980年8月26日  | 不適用         | 1980年9月      | 1980年9月11日  | 1982年11月19日 | 不適用         | 1982年8月10日 | 大使     | 特命全权大使 |          |
| 庄焰   | 1982年11月19日 | 不適用         | 1983年5月      | 1983年5月19日  | 1984年7月7日   | 1985年8月21日  | 1985年5月     | 大使     | 特命全权大使 |          |
| 唱鸿声 | 1984年7月7日   | 1985年8月21日  | 1985年8月      | 1985年8月28日  | 1988年1月21日  | 1988年8月20日  | 1988年6月     | 大使     | 特命全权大使 |          |
| 祝幼琬 | 1988年1月21日  | 1988年8月20日  | 1988年8月      | 1988年9月21日  | 1992年7月1日   | 1992年8月25日  | 1992年8月     | 大使     | 特命全权大使 |          |
| 吴家淦 | 1992年7月1日   | 1992年8月25日  | 1992年9月      | 1992年9月16日  | 1995年12月28日 | 1996年4月4日   | 1996年2月     | 大使     | 特命全权大使 |          |
| 杨广胜 | 1995年12月28日 | 1996年4月4日   | 1996年4月      |                | 1999年10月31日 | 2000年2月25日  | 2000年2月     | 大使     | 特命全权大使 |          |
| 甄建国 | 1999年10月31日 | 2000年2月25日  | 2000年2月      | 2000年3月9日   | 2001年12月29日 | 2002年8月20日  | 2002年7月     | 大使     | 特命全权大使 |          |
| 唐振琪 | 2001年12月29日 | 2002年8月20日  | 2002年7月      |                | 2004年8月28日  | 2005年1月17日  | 2004年12月    | 大使     | 特命全权大使 |          |
| 田学军 | 2004年8月28日  | 2005年1月17日  | 2004年12月14日 | 2005年1月11日  | 2007年6月29日  | 2007年12月6日  | 2007年10月    | 大使     | 特命全权大使 |          |
| 罗林泉 | 2007年6月29日  | 2007年12月6日  | 2007年11月20日 | 2007年11月29日 | 2011年4月22日  | 2011年9月2日   | 2011年7月20日 | 大使     | 特命全权大使 |          |
| 杜起文 | 2011年4月22日  | 2011年9月2日   | 2011年8月3日   | 2011年9月14日  | 2013年8月30日  | 2014年1月16日  | 2014年1月     | 大使     | 特命全权大使 |          |
| 邹肖力 | 2013年8月30日  | 2014年1月16日  | 2014年1月8日   | 2014年1月22日  | 2018年2月24日  | 2018年9月7日   | 2018年6月20日 | 大使     | 特命全权大使 |          |
| 章启月 | 2018年2月24日  | 2018年9月7日   | 2018年8月14日  | 2018年9月26日  | 2021年2月28日  | 2021年10月12日 | 2021年4月     | 大使     | 特命全权大使 |          |
| 肖军正 | 2021年8月20日  | 2021年10月12日 | 2021年9月25日  | 2021年11月2日  |                | 2024年11月26日 | 2024年10月    | 大使     | 特命全权大使 |          |
| 方遒   |                | 2024年11月26日 | 2024年11月15日 | 2024年11月20日 | 现任           |                |               | 大使     | 特命全权大使 |          |